# Trattato di Parigi (1802)
Il Trattato di Parigi fu firmato il 25 giugno 1802 tra la Prima Repubblica francese, allora sotto il primo console Napoleone Bonaparte, e l'Impero Ottomano, allora governato dal sultano Selim III. Fu la forma finale di un trattato preliminare firmato a Parigi il 9 ottobre 1801 che pose fine alla campagna di Francia in Egitto e Siria e riportò le relazioni franco-ottomane al loro status quo ante bellum. Nell'accordo Impero Ottomano acconsentì anche al Trattato di Amiens (25 marzo 1802), un trattato di pace tra Francia e Regno Unito, che aveva seguito la resa in Egitto delle truppe francesi agli inglesi della capitolazione di Alessandria.
Le relazioni tra l'Impero ottomano e la Francia diventarono tese con l'acquisizione francese delle Isole Ionie nel 1797 e la conseguente propaganda anti-ottomana disseminata nei Balcani dagli agenti francesi. Quando i francesi invasero l'Egitto, gli ottomani dichiararono guerra (9 settembre 1798) e successivamente firmarono un trattato di alleanza con la Russia (23 dicembre). Questo fu l'inizio della Seconda coalizione. Durante la guerra, le Isole Ionie furono riconquistate con l'aiuto russo e fu istituita una Repubblica sotto la sovranità ottomana.
Il trattato utilizza tre sistemi di datazione: il calendario rivoluzionario francese, il calendario islamico e il calendario gregoriano. Il firmatari furono il francese Charles Maurice de Talleyrand-Périgord e l'ottomano Seyyid Mehmed Said Galip Efendi. Dopo il trattato, gli ottomani mantennero buoni rapporti con i francesi. Separati accordi commerciali di buon vicinato vennero contemporaneamente stretti con gli stati barbareschi: l’Algeria, la Tunisia e la Tripolitania.